# Orja Luka
Orja Luka (cyr. Орја Лука) – wieś w Czarnogórze, w gminie Danilovgrad. W 2011 roku liczyła 280 mieszkańców.